# Лосєво (Красновське сільське поселення)
Лосєво (рос. Лосево) — присілок в Кімрському районі Тверської області Російської Федерації.
Населення становить 107 осіб. Входить до складу муніципального утворення Красновське сільське поселення.

## Історія
Від 2005 року входить до складу муніципального утворення Красновське сільське поселення.

## Населення
| 1859 | 1887 | 1997 | 2002 | 2010 |
| ---- | ---- | ---- | ---- | ---- |
| 198  | ↗233 | ↘200 | ↘121 | ↘107 |